# Gyda Westvold Hansen
Gyda Westvold Hansen, född 20 april 2002 i Dalsbygda, Os kommun, är en norsk utövare av nordisk kombination. Hon blev den första världsmästaren någonsin i nordisk kombination för damer när hon vann guld i normalbacke + 5 km under världsmästerskapen i nordisk skidsport 2021. Efter detta har hon två gånger i rad försvarat VM-guldet, först i Planica 2023 och sedan på hemmaplan i Trondheim 2025.
Westwold Hansen är kusin till Therese Johaug.